# شیخ‌علی (هزاره)
شیخ‌علی از قبایل عمده و بزرگ هزاره‌ها هستند. آنها در مرکز-شمال غرب افغانستان زندگی می‌کنند و به‌طور کلی در ولایت‌های پروان (عمدتاً در ولسوالی شیخ‌علی)، کندز، بغلان و بامیان ساکن هستند. هزاره‌های شیخ‌علی عمدتاً از چهار قبیله بزرگ مانند دایکلان، نایمان، قرلق و کرم‌علی تشکیل یافته‌اند.

## افراد مشهور
- قاضی محمد عیسی - از رهبران جنبش پاکستان و عضو مادام‌العمر حزب مسلم لیگ
- قاضی فائز عیسی - حقوق‌دان، قاضی‌القضات پاکستان